# انزياح نحو الأحمر

تحرك مصدر ضوئي بالنسبة للمشاهد.

الانزياح نحو الأحمر أو الإزاحة نحو الأحمر هي ظاهرة زيادة طول الموجة الكهرومغناطيسية القادمة إلينا من أحد الأجرام السماوية نتيجة سرعة ابتعاده عنا، وهي تشبه ظاهرة دوبلر، وتعتبر ظاهرة هامة في علم الفلك، ومثال على ذلك : لو أن نجماً يتزايد ابتعاده عن كوكب الأرض بسبب تحركه بعيداً عنا، ويكون الضوء الصادر من هذا النجم ضوءاً أصفر مثلا ً، فإن هذا الضوء نتيجة تزايد حركة ابتعاد النجم فتنزاح في اتجاه اللون الأحمر طيف، هذه الظاهرة تحدث بسبب أن طول موجة الشعاع القادم إلينا يزداد طولها نسبيا ً بسبب حركة النجم في الابتعاد عنا، وهذه الزيادة في طول موجة الشعاع التي تصل إلينا تجعله يظهر بلون آخر في اتجاه الطرف الأحمر من الطيف، وطبقا ل ظاهرة دوبلر فإن العكس يحدث إذا كان النجم يتحرك في اتجاه الأرض، فبسبب حركته ينضغط طول موجة شعاع الضوء القادم إلينا فتصبح قصيرة نسبيا ً مما يجعل الطيف الذي نسجله لهذا النجم منزاحاً في اتجاه اللون البنفسجي من الطيف.
- وبصفة عامة فهناك ثلاثة مسببات للانزياح نحو الأحمر للضوء القادم إلينا من أعماق الكون :
- 1. انزياح نحو الأحمر بسبب ظاهرة دوبلر
- 2. ينشأ الانزياح نحو الأحمر عن اختلاف جاذبية الأرض عن الجاذبية في النجم وهذا يتبع النظرية النسبية لأينشتاين.
- 3. انزياح نحو الأحمر بسبب تمدد الكون واستمراره في الاتساع، فجميع النجوم والمجرات تبتعد عنا.

انزياح خطوط الطيف تحت تأثير سرعة المصدر

ونظرا لبعد المسافات الفلكية، والتي تـُقاس بالسنوات الضوئية، ونحن نعرف أن الضوء يأخذ مئات السنوات حتى يقطع مئات السنوات الضوئية حتى يصل إلينا، وخلال هذه السنوات التي يتحركها الضوء إلينا يكون النجم الذي أصدر هذا الضوء قد تحرك من مكانه وأصبح في مكان آخر، أو ربما قد انفجر النجم وتلاشي ضوؤه ولم يصل إلى الأرض بعد.
- أصبح الانزياح نحو الأحمر مقياسًا لتحديد أبعاد النجوم والمجرات عنا، وأول من استخدمه كان عالم الفلك الشهير إدوين هابل في العشرينيات، حيث كان يراقب المجرات المحيطة بنا وأخرى في أعماق الكون، ولاحظ أن المجرات القريبة منا لها انزياح نحو الأحمر طفيف في حين أن طيف المجرات التي تبعد عنا تـُظهر أطيافا ً تتزايد إزاحتها نحو الأحمر بتزايد بعدها عن الأرض، وكان ذلك غريباً له، لأن كان الاعتقاد السائد أن المجرات ثابتة في الكون، وكانت نتيجة بحثه مدهشة فنحن الآن نعرف منذ نشر هابل نتيجة أبحاثه عام 1929 أن المجرات تبتعد عنا وتتزايد سرعاتها بتزايد بعدها عنا، وذلك في جميع الاتجاهات التي ننظر إليها في الفضاء الكوني، وهذا يعني بما لايدع مجالاً للشك أن الكون كله في حالة اتساع مستمر.

وعن طريق الانزياح نحو الأحمر يستطيع علماء الفلك معرفة اتجاه دوران المجرات التي نراها من جانبها. تظهر تلك المجرات لنا مثل القرص الذي يدور حول محور عمودي على مركزه، وننظر إليه من الجانب. فجزء المجرة الذي يدور في اتجاه الأرض يظهر لونه أزرق، وأما الطرف الآخر للمجرة الذي يدور في اتجاه يبتعد عن الأرض، نراه بلون أحمر.
- وكما عرفنا أن الانزياح نحو الأحمر للضوء، يشبه ظاهرة دوبلر التي تحدث للموجات الصوتية، ونلاحظ تلك الظاهرة أحياناً في حياتنا اليومية، فعندما تقترب باتجاهك سيارة مطافئ أو إسعاف، فتسمع صفارتها بتردد أعلى عن تردد الصوت الذي تسمعه بعد أن تمر من أمامك وتبتعد عنك، وتفسير ذلك أن الموجات الصوتية القادمة اليك من السيارة المتجهه نحوك ينضغط طول موجتها وبالتالي يزداد ترددها، في حين أن طول موجات الصوتية الصادرة من السيارة المبتعدة عنك يزداد طولها الموجي، وهذا يعني أن ترددها يقل.

## العلاقة بين طول الموجة والتردد
تحكم العلاقة الآتية العلاقة بين طول الموجة وتردد الموجة.
1) بالنسبة للصوت :
سرعة الصوت (في الهواء) = طول الموجة x التردد
فإذا كان طول الموجة الصوتية 2 متر وسرعة الصوت في الهواء 340 متر/ثانية، كان تردد الصوت 170 هرتز.
2) بالنسبة للضوء:
سرعة الضوء = طول الموجة x التردد
وتقدر سرعة الضوء في الفراغ بنحو 300,000 كيلومتر في الثانية تقريباً

## اقرأ أيضا
- انزياح جاذبي نحو الأحمر
- موجة كهرومغناطيسية
- UDFy-38135539
- قزم أبيض
- مجرة الانزياح الكوني نحو الأحمر 7
- عمر الكون
- باعث لايمان ألفا
- GN-z11
- هيميكو (فقاعة لايمان-ألفا )